# Marcha da Vitória
A Marcha da Vitória ocorreu no dia 2 de abril de 1964, no Rio de Janeiro com cerca de um milhão de pessoas.  A manifestação patrocinada e financiada também pelo IPES, pelo banqueiro e governador mineiro Magalhães Pinto e pelo governador Carlos Lacerda saudou o novo regime que estava assumindo o poder.
Essa manifestação foi oriunda da "Marcha da Família com Deus pela Liberdade", que foram passeatas que ocorreram em várias capitais antes da intervenção militar, contra o Presidente João Goulart e suas reformas de cunho progressista.

## A Marcha da Família e o temor ao avanço comunista
Alguns setores da sociedade conheciam a disputa ideológica que estava em trâmite no Brasil, entre comunistas e conservadores.
O temor pela perda dos direitos à liberdade que o Brasil democrático tinha já naquela época, acabou por mobilizar não somente a sociedade conservadora, mas o povo em geral.
Panfletos intitulados "Manifesto ao Povo do Brasil", demonstravam que as mudanças implementadas pelo Presidente João Goulart poderiam levar o país ao Comunismo.
Foi uma forma intencionalmente usada para mostrar aos comunistas que, em caso de tentativa de golpe "vermelho" (onde indícios indicavam a possibilidade de ocorrer antes do fim do mandato de João Goulart), a população resistiria.
Ocorreu em praticamente todas as capitais do país, mesmo após a intervenção militar, e por isso, muitos passaram a chamá-la de "Marcha da Vitória".

## A convocação da população
A convocação da população foi largamente incentivada e noticiada pelas emissoras de  rádio na época, e outros meios de comunicação, após o discurso reformista de João Goulart.
Os militares sabiam muito bem que manifestações desta ordem poderiam fazer com que houvesse outras ainda maiores, se a massa da população se unisse e se mobilizasse. Além disso, conflitos entre direita e esquerda poderiam surgir destas manifestações.
Assim, passaram a proibir tais marchas, visando manter a ordem e evitar confrontos sociais, mesmo que tais marchas fossem de apoio à intervenção militar que acabara de ocorrer.

## O fim das manifestações e das reuniões públicas com o golpe de 64
Com o golpe de 64 uma das primeiras providências foi acabar com toda e qualquer manifestação pública tanto a favor quanto contra o movimento ditatorial.[carece de fontes?] Existia a possibilidade real de confronto entre as duas massas humanas que eram manipuladas pelos dois grupos de domínio político-ideológico da época: movimentos de esquerda e direita.
Estas foram as últimas reuniões públicas legais em massa que ocorreram no Brasil sem repressão por vinte anos.[carece de fontes?]
Somente na manifestação das Diretas-Já, foi vista novamente massa de tal magnitude, com o regime em fase de distensão lenta e gradual, conforme doutrinado pelo General Ernesto Geisel.